# Махмудова, Наима Махмудовна
Наима Махмудовна Махмудова (10 августа 1928, Ташкент — 7 июня 2017) — советский узбекский врач, государственный и общественный деятель. Депутат Совета Национальностей Верховного Совета СССР 10 и 11 созывов (1979—1989). Депутат Верховного Совета Узбекской ССР двух созывов.

## Биография
Наима Махмудовна Махмудова родилась 10 августа 1928 года в Ташкенте, в семье узбекского поэта Бату (Махмуда Ходиева).
В 1951 году закончила Ташкентский медицинский институт.
До 1958 года работала главным врачом Ургутской районной санэпидстанции, затем, с 1958 по 1963 год, — главным врачом Самаркандской областной санэпидстанции. В 1963 году с семьёй переехала в Ташкент.
В 1963—1971 годах была заместителем министра здравоохранения Узбекской ССР. В 1971—1977 годах — заместитель председателя Узбекского Совета Профсоюзов. В 1977—1986 годах — председатель Узбекского Совета Профсоюзов.
Дважды была депутатом Верховного Совета Узбекской ССР и ещё дважды — депутатом Совета Национальностей Верховного Совета СССР 10—11 созывов (1979—1989) от Каракалпакской АССР. Занимала должность председателя комиссии по здравоохранению Верховного Совета СССР. Являлась членом ВЦСПС, членом Узбекского общества дружбы и культурных связей с зарубежными странами и Комитета советских женщин.
В 1968 году защитила кандидатскую диссертацию на тему «Историческое развитие терапии в Узбекистане». В 1975 году защитила докторскую диссертацию на тему «Организация медицинской реабилитации и социальной адаптации больных детским церебральным параличом в Узбекистане». В 1986 году получила звание профессора.
В 1986—2000 годах возглавляла кафедру социальной гигиены (с 1997 года — кафедру «Общая гигиена, социальная гигиена и организация здравоохранения») Ташкентского педиатрического медицинского института. Затем была профессором-консультантом этой кафедры.